# Hildegardis-Gymnasium Kempten
Das Hildegardis-Gymnasium Kempten ist ein staatliches Gymnasium in der bayerischen Stadt Kempten (Allgäu). An der 1874 als reine Mädchenschule gegründeten Einrichtung wurden im Schuljahr 2023/24 1180 Schüler von 89 hauptamtlichen Lehrkräften unterrichtet. Im Schulprofil steht neben der gesellschaftswissenschaftlichen Ausrichtung auch der sprachlich-künstlerische Aspekt im Vordergrund.

## Geschichte
Im Oktober 1874 wurde in Kempten die „Private Städtische Paritätische Höhere Mädchenschule“ im Gebäude der heutigen Suttschule (Volksschule) gegründet, die drei Jahrgangsstufen umfasste. 1892 wurde die Einrichtung in das Neubronner Haus in der Altstadt verlegt. Seit 1904 steht es unter städtischer Leitung und existierte von 1911 bis 1925 als „Städtische Höhere Mädchenschule“ mit sechs Jahrgangsstufen. 1909 wurden Teile der Schule in der Wittelsbacherschule untergebracht. Zehn Jahre später zog die Schule in das Lyzeum am Stadtpark um. 1925 erfolgte dann die Aufteilung in ein Mädchenlyzeum und eine separate Mädchen-Bürgerschule. Unter nationalsozialistischer Herrschaft wurde das Lyzeum in eine Oberschule umgeformt, ehe diese von den Amerikanern nach Kriegsende geschlossen wurde. Allerdings erfolgt bereits 1946 die Wiedereröffnung als „Städtische Mädchenoberrealschule“, die 1951 wieder in ein Gymnasium umgewandelt wurde.
In den Jahren 1961 bis 1965 entstand der erste Bauabschnitt für ein neues, modernes Schulgebäude mit einer im Jahr 1964 errichteten Sporthalle. Die Pläne dafür lieferte der Kemptener Architekt Sepp Zwerch. In dieser Zeit erhielt die Schule zu Ehren von Königin Hildegard, der Frau Karls des Großen, den Namen Hildegardisschule. Hildegard wird in Kempten durch ihre reichhaltigen Geschenke an das Fürststift Kempten als Stifterin verehrt.
1967 bis zur Verstaatlichung des Gymnasiums im Jahr 1971 wurde das Schulgebäude erweitert. Die bisher für Mädchen etablierte Schule nahm seit 1971 auch Jungen auf. Heute beträgt der Anteil von Jungen an der Schülerschaft etwa 30 Prozent. 2003 wurde ein Neubau für das Gymnasium eingeweiht; 2007 folgte der Anbau an die Sporthalle und 2009 die Fertigstellung einer neuen Sportanlage. Ein etwa 40 Jahre alter Behelfsbau wurde im Schuljahr 2017/18 abgerissen und soll durch eine neue Pausenhalle ersetzt werden.

## Schulprofil
Im Schulprofil werden vor allem auf die sprachliche und künstlerische Ausbildung Schwerpunkte gesetzt. An Fremdsprachen werden neben Englisch, Latein und Französisch auch Italienisch und Spanisch als fakultative Fächer angeboten. Das Hildegardis-Gymnasium verfügt über zwei Chöre, zwei Orchester, zwei Big Bands – darunter die Hilde-Bigband – sowie mehrere Theatergruppen, darunter auch die Hilde Drama Group, eine Schülerzeitung und eine Bibliothek. Im gesellschaftlichen Bereich wurden Tutorien und „Streitschlichter“ eingeführt, die von Schülern höherer Klassen übernommen werden. Zudem gibt es die Möglichkeit einer ganztäglichen Betreuung. Im Rahmen eines Schüleraustausches werden Reisen nach England, Frankreich, Tschechien, Ungarn und in die Vereinigten Staaten angeboten.
Schulleiter ist Markus Wenninger. Träger ist die Stadt Kempten.

## Ehemalige Schüler
- Nicola Förg (* 1962), Reisejournalistin und Schriftstellerin
- Christian Ludwig Mayer (* 1974), Komponist, Pianist und Multiinstrumentalist
- Daniel Mark Eberhard (* 1976), Musikdidaktiker und Jazzmusiker